# Scudo di Narvik
Lo Scudo di Narvik (in tedesco Narvikschild) è una decorazione militare tedesca del Terzo Reich, concessa alle truppe che presero parte alla conquista e alla successiva difesa del porto di Narvik nel corso della campagna di Norvegia (1940).

## Inquadramento storico
Fra il 9 aprile e l'8 giugno 1940 si scatenò una serie di scontri navali e terrestri per assicurarsi il porto strategico di Narvik, nella Norvegia settentrionale. Due battaglie navali vennero combattute nel mare prospiciente la città (Fiordo di Narvik, in norvegese Ofotfjorden), in contemporanea con una battaglia terrestre. Quest'ultima impegnò per due mesi un composito contingente tedesco - comandato dal generale di divisione Eduard Dietl - di circa 5000 uomini costituito da unità di montagna (Gebirgsjägerregiment 139: 2000 uomini), un improvvisato "reggimento di marina" composto da marinai di alcune cacciatorpediniere ed equipaggiato con le armi catturate in loco all'esercito norvegese (altri 2000 uomini) e un gruppo eterogeneo di paracadutisti e fanti, a fronte del quale stavano circa 25000 alleati norvegesi, britannici, francesi e polacchi.
Le due battaglie navali videro altrettante vittorie britanniche: i tedeschi persero buona parte del naviglio e non riuscirono a rifornire adeguatamente le proprie truppe a terra, che dopo aver conquistato Narvik nei primi giorni dell'invasione della Norvegia ne vennero scacciate dagli alleati, attestandosi sulle colline circostanti. Qui mantennero la propria capacità operativa con enormi difficoltà di approvvigionamento di viveri e munizioni, tanto che Dietl progettò anche di rifugiarsi nella vicina e neutrale Svezia nel caso di pesante offensiva alleata.
La situazione cambiò radicalmente quando scattò la campagna di Francia (10 maggio 1940): il forte contingente alleato in Norvegia risultò pericolosamente separato dal fronte che avanzava a tutto favore dei tedeschi, i quali contemporaneamente avevano messo sotto controllo il resto della Norvegia. Per questi motivi il 4 giugno scattò l'Operazione Alphabet: il reimbarco delle truppe alleate da Narvik, conclusosi tre giorni dopo con la partenza del secondo ed ultimo convoglio marittimo.

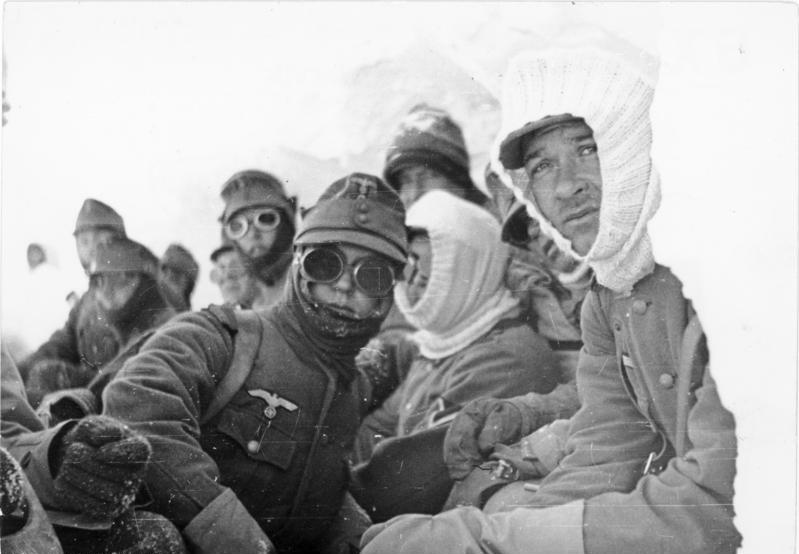
Gebirgsjäger tedeschi a Narvik

I tedeschi - pur non vincendo la lunga battaglia terrestre - rimasero padroni del campo. La sorprendente resistenza delle truppe tedesche nelle montagne norvegesi venne celebrata utilizzando tutte le armi della propaganda, e il generale Dietl divenne un eroe di prima importanza, simbolo della tenacia guerriera del popolo tedesco.

## Il conferimento dello Scudo
Fu così che Adolf Hitler stabilì di concedere un riconoscimento speciale per le truppe tedesche che presero parte alle vicende belliche di Narvik, sia marine che aeree che terrestri: al noto artista Richard Klein venne conferito l'incarico di disegnare quella che sarà la prima di una serie di decorazioni dalla forma di scudi da braccio, da indossare cuciti all'altezza della spalla della manica sinistra dell'uniforme per il tramite di un panno dello stesso colore dell'uniforme stessa: grigioverde per l'esercito, blu per la marina e grigioblu per l'aviazione.
La progettazione e la messa in fabbricazione dello Scudo di Narvik richiesero un certo tempo, così il primo a riceverlo fu il generale Dietl direttamente dalle mani di Hitler il 21 marzo 1941. Gli scudi vennero prodotti in due versioni: in argento o in oro, a seconda che il premiato appartenesse all'esercito e all'aviazione (argento) o alla marina (oro).
In tutto vennero conferiti 8577 Scudi, così suddivisi:
| Forza armata      | Reparto                          | Numero decorati |
| ----------------- | -------------------------------- | --------------- |
| Esercito          | 2. Gebirgs-Division              | 206             |
| Esercito          | 3. Gebirgs-Division              | 2338            |
| Esercito          | Decorazioni postume              | 96              |
| Aviazione         | Personale di volo                | 1309            |
| Aviazione         | Paracadutisti                    | 756             |
| Aviazione         | Decorazioni postume              | 410             |
| Marina            | Equipaggi dei cacciatorpediniere | 2672            |
| Marina            | Altri marinai                    | 115             |
| Marina            | Decorazioni postume              | 410             |
| Marina mercantile | Equipaggio dei mercantili        | 442             |
| Marina mercantile | Decorazioni postume              | 22              |
| TOTALE            |                                  | 8577            |

## Descrizione

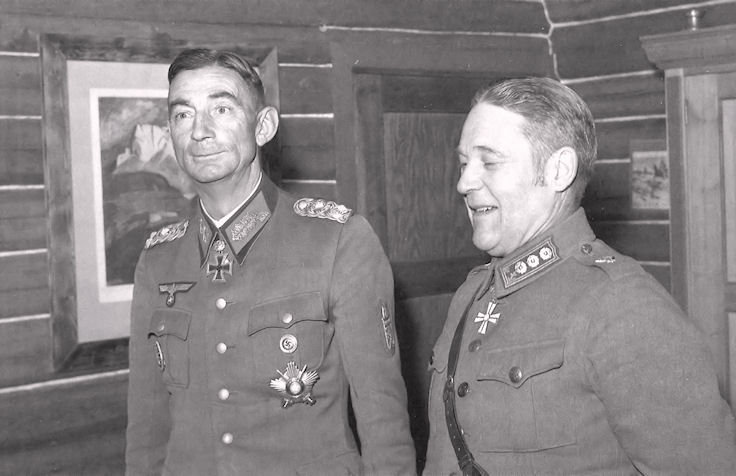
Il generale Dietl (a sinistra) in una foto del 1943 assieme al generale finlandese Oiva WIllamo. Dietl al collo porta la Croce di Cavaliere della Croce di Ferro con Fronde di Quercia, sul taschino destro della giacca il Distintivo di guida alpina dell'esercito, sul taschino sinistro il Distintivo d'oro del partito nazista e (in basso) una decorazione finlandese. Sulla manica sinistra è cucito lo Scudo di Narvik.

La decorazione ha la forma di uno scudo sormontato da un'aquila frontale ad ali spiegate, stringente fra gli artigli una corona di foglie di quercia nella quale è inscritta una svastica. Al di sotto dell'aquila ci sono tre linee parallele, l'ultima delle quali costituisce la parte superiore di un rettangolo nel quale campeggia la scritta in caratteri latini NARVIK. La parte centrale dello scudo rappresenta i simboli delle tre diverse branche della Wehrmacht che parteciparono alle diverse battaglie di Narvik: una stella alpina per le truppe da montagna, un'ancora per la marina e l'elica di un aereo (incrociata con l'ancora) per l'aviazione. Agli angoli superiori della parte centrale dello scudo campeggiano i numeri "19" a sinistra e "40" a destra, a indicare l'anno.
Lo Scudo di Narvik è in metallo concavo stampato, generalmente zinco: alcuni rari esemplari sono invece in ottone. La placca di metallo è fissata alla stoffa sottostante tramite dei ganci ripiegati. Ogni decorato ne ricevette tre copie, in genere - ma non sempre - assieme ad un diploma ufficiale.
Nel 1957 la Repubblica Federale Tedesca - nell'ambito di una nuova legge che regolamentò l'utilizzo delle vecchie decorazioni dell'epoca nazista - introdusse una nuova versione denazificata dello Scudo di Narvik, uguale alla parte centrale della precedente, eliminando quindi l'aquila del Terzo Reich. La versione del 1957 fu liberamente utilizzabile dai decorati del 1940.
Oggi nel mondo del collezionismo lo Scudo di Narvik non è particolarmente raro, ciononostante è assai frequente trovare degli esemplari artefatti in epoca postbellica.